# Concrete (comté de DeWitt, Texas)
Pour les articles homonymes, voir Concrete.
La zone non incorporée de Concrete est située dans le comté de DeWitt, dans l’État du Texas, aux États-Unis.